# Jacques-Paul Martin
Jacques-Paul Martin (Amiens, 26 augustus 1908 - Vaticaanstad, 27 september 1992) was een Frans geestelijke en kardinaal van de Rooms-Katholieke Kerk.
Martin studeerde aan de Universiteit van Straatsburg waar hij een licentiaat in de letteren behaalde. Hij studeerde vervolgens aan het Frans Seminarie in Rome. Aan de Pauselijke Universiteit Gregoriana promoveerde hij op een proefschrift over Dom Innocent Le Masson, prior van La Grande Chartreuse tussen 1675 en 1703. Martin werd op 14 oktober 1934 priester gewijd. Aan de Pauselijke Lateraanse Universiteit behaalde hij vervolgens nog een doctoraat in het canoniek recht. Hij trad in 1938 in dienst van het Staatssecretariaat van de Heilige Stoel en maakte meteen deel uit van de pauselijke delgatie naar het Internationaal Eucharistisch Congres in Boedapest. In 1941 werd hij buitengewoon kamerheer van de paus. In 1951 benoemde paus Pius XII hem tot huisprelaat. Drie jaar later was hij pauselijk gezant bij het zilveren regeringsjubileum van keizer Haile Selassie van Ethiopië.
In 1958 werd hij benoemd tot kanunnik van de Sint-Pietersbasiliek en tot apostolisch protonotaris. In januari 1964 benoemde paus Paulus VI hem tot titulair bisschop van Neapoli di Palestina. Hij vergezelde de paus bij diens reis naar het Heilige Land eveneens in 1964. In 1969 werd hij prefect van de Pauselijke Huishouding. In 1986 ging hij als zodanig met emeritaat, bij welke gelegenheid hij ad personam werd verheven tot aartsbisschop. Twee jaar later creëerde paus Johannes Paulus II hem kardinaal, tijdens het consistorie van 28 juni 1988. De Sacro Cuore di Cristo Re werd zijn titeldiakonie. Omdat hij toen al bijna tachtig was en dus niet meer kiesgerechtigd moet zijn kardinaalscreatie vooral worden gezien als een eerbewijs.
De kardinaal overleed aan de gevolgen van een zware hartaanval in zijn vertrekken in het Apostolisch Paleis. De paus zelf ging voor in de Requiemmis die in de Sint-Pietersbasiliek werd gehouden. Zijn lichaam werd bijgezet in een kapel van zijn titelkerk.
- Bibliothèque nationale de France: cb12000953h (data)
- Gemeinsame Normdatei: 119191911
- International Standard Name Identifier: 0000 0004 5430 9150
- Library of Congress Control Number: nr90017321
- Nationale Bibliotheek van Israël: 987009864877205171
- Système universitaire de documentation: 028109708
- Virtual International Authority File: 139144782944400340001